# Ningaui timealeyi
Ningaui timealeyi é uma espécie de marsupial da família Dasyuridae. Endêmica da Austrália, onde é restrita a região de Pilbara, na Austrália Ocidental.
- Nome Popular: Ningaui-de-Pilbara
- Nome Científico: Ningaui timealeyi (Archer, 1975)

## Características
É uma espécie de marsupial carnívoro minúsculo encontrado na Austrália. Raramente excede 5,8 cm de comprimento, com uma cauda de 6 ou 7,6 cm de comprimento e um peso de 5 a 9,4 gramas. Isso torna o Ningaui de Pilbara um dos menores marsupiais de todos, superada apenas pelos Planigales. É de hábitos arborícolas, esta espécie se assemelha ao Ningaui de Wongai (Ningaui ridei), mas tem uma pelagem ligeiramente mais vermelha, ainda é menor e tem uma cauda relativamente longa.

## Hábitos alimentares
Os Ningauis usam os dentes afiados para matar suas presas rapidamente mordendo-as ao redor da cabeça. Caçam de noite e descansam de dia.

## Características de reprodução
A fêmea tem muitos filhotes, a época de reprodução é na estação chuvosa;

## Habitat
É encontrado no interior da Austrália, em planícies e desertos de areia, matagais xéricos e pastagens.

## Distribuição Geográfica
Pilbara, Noroeste da Austrália Ocidental;